# Эссенциальная фруктозурия
Эссенциальная фруктозурия — редкий, рецессивно наследуемый дефект углеводного обмена. Заболевание связано с недостаточным синтезом фруктокиназы в печени и других тканях. Встречаемость заболевания оценивается на уровне около 1 случая на 130 тысяч человек.
Другая тяжёлая форма фруктозурии обусловлена недостаточным образованием фруктозо-1-фосфатальдолазы и снижением синтеза фруктозо-1,6-дифосфатальдолазы.
Исследуется с 1930-х годов.